# 横山昭正
横山昭正（よこやま あきまさ、1943年－　）は、日本のフランス文学者、広島女学院大学名誉教授。スタンダールをはじめとする19世紀フランス文学が専門。

## 略歴
広島県福山市生まれ。1969年広島大学文学部卒、76年同大学院文学研究科フランス文学科博士課程満期退学。72-75年フランス政府給費生。広島女学院大学助教授、教授、2010年退任、名誉教授。1999-2004年広島平和記念資料館資料調査研究会委員。
2019年8月15日、広島県福山市において酒気帯び状態で車を運転し、軽自動車と衝突事故を起こした。軽自動車に乗っていた女性は頚椎捻挫などの怪我を負った。

## 著書
- 『石の夢 ボードレール・シュペルヴィエル・モーリヤック』溪水社　2002
- 『現代日本文学のポエジー 虹の聖母子』溪水社　2004
- 『スタンダールと視線のロマネスク 『パルムの僧院』と『赤と黒』を中心に』広島女学院大学総合研究所　2005
- 『視線のロマネスク スタンダール・メリメ・フロベール』溪水社　2009